# 고구려의 문화
고구려의 문화는 고구려인의 강건하고 날렵한 기질을 잘 나타낸다. 《구당서》에서는 고구려인들이 책읽기를 매우 좋아했다고 한다.

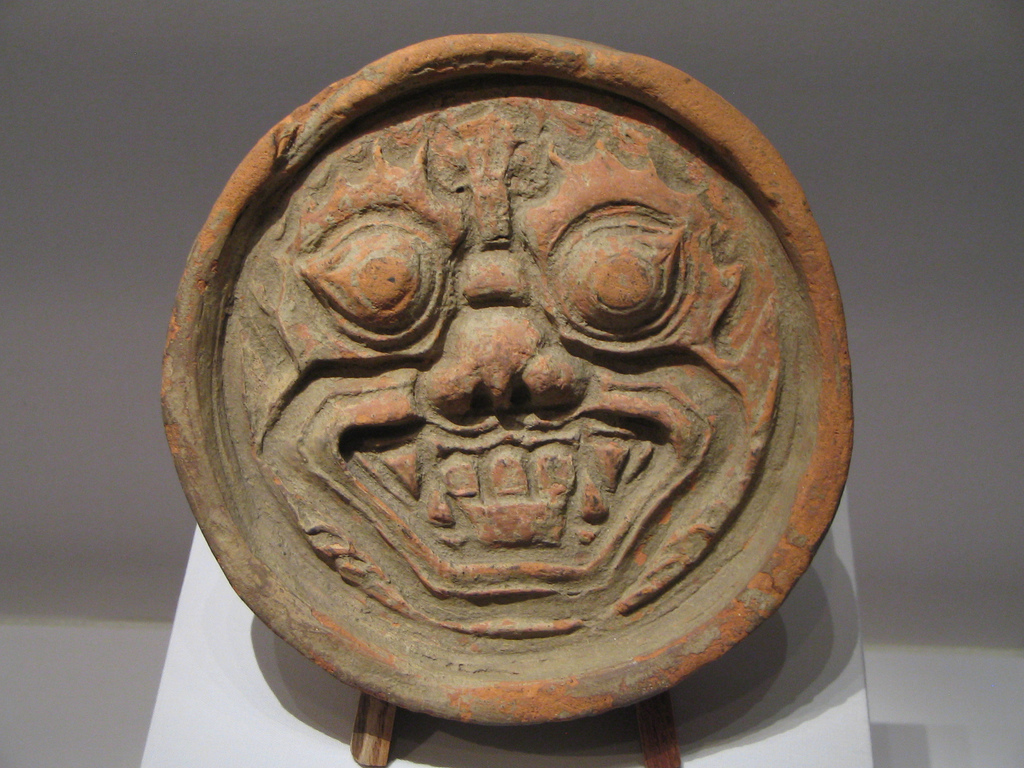
5-6세기 고구려 지붕 기와의 와당

## 민속

### 혼인
고구려의 혼인의 형태는 서옥제라고도 하는 데릴사위제로 남성 위주의 가부장(家父長)적인 형태가 아닌 신랑이 신부 집에서 사는 것이었다.

### 복식
지배층의 복식은 한나라(漢)·흉노에서 수입한 비단과 금·은으로 장식되었고, 전사(戰士)는 머리에 쓴 적관(冠)에다 깃털을 꽂는 이른바 절풍(折風)을 썼는데 많이 꽂혀있을수록 높은신분을 나타낸다 고구려인은 또한 거대한 분묘와 석총(石塚)을 만들었고, 많은 물건을 시체와 함께 부장하였다.

## 한문학
한자와 한문학은 삼국 중에서 가장 이르게 들여왔으며, 372년(소수림왕 2년)에는 이미 국가에서 유학(儒學)의 교육 기관으로 "태학"(太學)을 세웠고, 민간에서는 각처에 경당(扃堂)을 세워 미혼의 자제에게 독서(讀書)·궁술(弓術)을 익히게 하였다. 그리하여 고구려인 사이에는 유교의 경전(經典)이나, 사기(史記)·한서(漢書) 등의 사서(史書)가 읽혀졌다. 옥편(玉篇)·자통(字統)과 같은 사전류(辭典類)가 유포되었으며, 특히 지식인 사이에는 중국의 문선(文選) 같은 문학서가 많이 읽혔다.
한자의 사용에 따라서 국가적인 사서(史書)의 편찬도 일찍부터 행하여졌다. 그리하여 일찍이《유기(留記)》105권이 편찬되었으며, 이것을 600년(영양왕 11년)에 이문진(李文眞)으로 하여금 간략히 하여 《신집(新集)》5권을 편찬케 하였다. 한자 사용의 근거는 통구의 모두루 묘지(牟頭婁墓誌: 414년)의 비문(碑文)과 414년에 세워진 광개토왕비(廣開土王碑)의 약 1,800자(字)의 비문으로 능히 알 수 있고, 특히 광개토왕의 비문은 중요한 사료(史料)가 되고 그 고굴(告掘)한 예서(隸書)의 자체(字體)는 서예(書藝)로도 높이 평가되고 있다.

## 시가
고구려의 시가로는 유리왕(瑠璃王)이 지은 〈황조가(黃鳥歌)〉와 정법사(定法師)의 〈영고석(詠孤石)〉, 을지문덕의 〈여수장우중문시(與隋將于仲文詩: 수나라 장수 우중문에게 주는 시)〉등이 한시(漢詩)로서 전하고, 그 밖에 〈내원성가(來遠城歌)〉 〈연양가(延陽歌)〉 등이 그 이름만 《고려사》〈악지〉(樂志)에 전한다.

## 종교
고구려의 종교는 원시 신앙과 불교·도교로 대별할 수 있는데 원시 신앙으로는 자연물 숭배, 천신(天神)·지신(地神)·조상신(祖上神)의 3신(三神) 숭배와 샤머니즘(shamanism)적 신앙이 있었고, 특히 나라에서는 부여신(河伯女)과 고등신(高登神: 주몽)을 시조신(始祖神)으로 해마다 4회 제사를 지냈다.
불교의 전래는 372년(소수림왕 2)에 전진(前秦)에서 승려 순도(順道)가 불상(佛像)과 불경을 전래한 것이 그 시초이며, 그 2년 뒤에는 다시 동진(晋)에서 승려 아도(阿道)가 들어왔는데, 소수림왕은 초문사(肖門寺)와 이불란사(伊弗蘭寺)를 건립하여 위의 두 불승(佛僧)을 거주케 함으로써 국가적으로 불교를 받아들였다
불교를 왕실에서 이와 같이 환영하였던 까닭은 불교가 때마침 국민에 대한 사상 통일의 요구에 부합되었을 뿐만 아니라, 불교가 지녔던 호국적(護國的)인 성격이 왕실에 크게 영합되었기 때문이다.
곧 불교는 호국불교(護國佛敎)·현세구복적(現世求福的)인 불교로 신앙되고 발전되었다. 한편, 도교(道敎)는 고구려 말기인 624년(영류왕 7년)에 당 고조(唐高組)가 양국 간의 친선정책으로 도사(道士)를 보내와 전한데서 비롯되었다. 또한 고구려 사신도 벽화를 통해 고구려에 도교가 전래되었다는 것을 알 수 있다.

## 건축과 미술

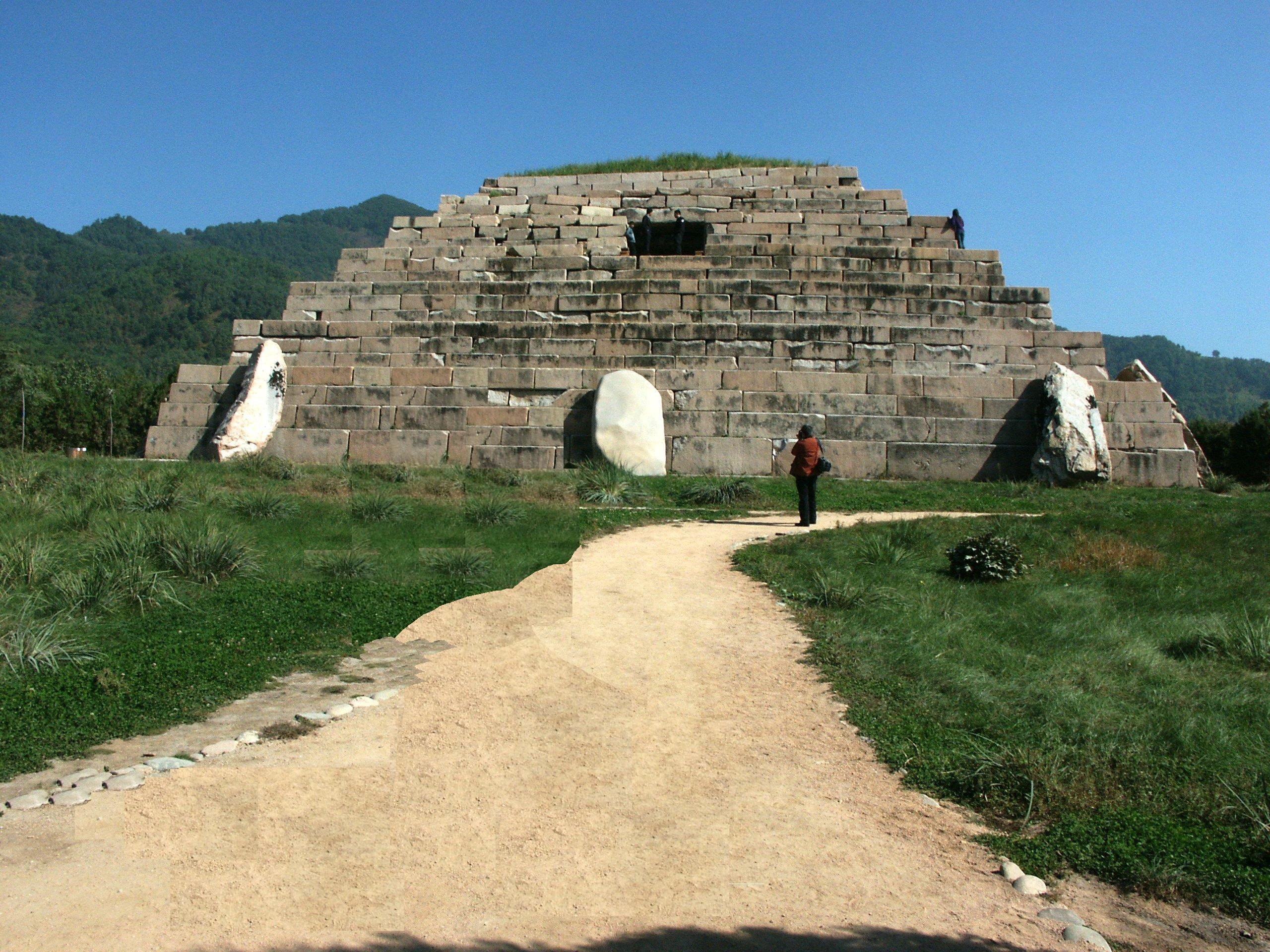
장군총.

고구려는 건축·미술에서는 찬란한 문화를 이룩했는데, 대부분의 유적이 통구와 평양 지방에 집중되어 있다. 궁실(宮室)이나 사찰(寺刹) 등 건축물로서 현존하는 것은 없으나 고분의 구조를 통하여 당시의 귀족 계급의 호화로운 건축을 짐작할 수 있다. 고구려의 고분으로는 석총(石塚)과 토총(土塚)의 두 가지 형식이 있다. 석재(石材)를 피라미드식으로 쌓아 올린 장군총(將軍塚)은 통구 지방에 남아 있는 고구려 석총의 대표적인 유적이다.
관(棺)을 안치한 큰 석실(石室)을 축조하고 그 위에 봉토(封土)를 덮은 토총 형식의 대표적인 것은 평양 부근의 쌍영총(雙楹塚)이다. 이와 같은 석실(石室)의 구조와 벽화(壁畵)에 의해서 고구려인의 건축술과 미술의 기량을 엿볼 수 있다. 곧 쌍영총의 현실(玄室)과 전실(前室) 사이에 세워진 각(角)의 두 석주(石柱)와 투팔천정(鬪八天井), 또 그림으로 나타낸 천정의 장식은 고구려의 건축 양식을 엿보게 한다.

### 천문과 기상 관측

#### 국립 천문 관측 기관
천체 관측 활동은 천문대를 중심으로 행해졌다. 고구려 천문대의 유적이나 유물은 남아 있지 않으나, 조선 초의 두 지리지인 《세종실록》의 지리지와 《동국여지승람》에는 그 때까지 천문대 유적이 있었음을 말해주고 있다. 평양부의 남쪽 3리에 5세기쯤이 세운 천문대가 있었다고 기록한다.
《삼국사기》와 《삼국유사》에는 단편적이고 부분적이기는 하지만, 고구려의 천문 관측 기록들이 남아 있다. 일자(日者)라는 관직명은 천문 관측과 관련된 관리 중의 하나로 추정하기도 한다.

#### 기상 관측
천체 관측과 함께 기상 관측도 꾸준히 계속되었다. 《삼국사기》의 기록은 그 중에서 특별히 큰 사건이라고 생각된 것들만이 남아있는 것이지만, 원래의 기록은 조금 더 많았을 것이다. 이 기록들은 고구려시대의 한국 기후 환경을 이해하는 데 매우 중요한 자료로 평가된다.

### 고분 벽화

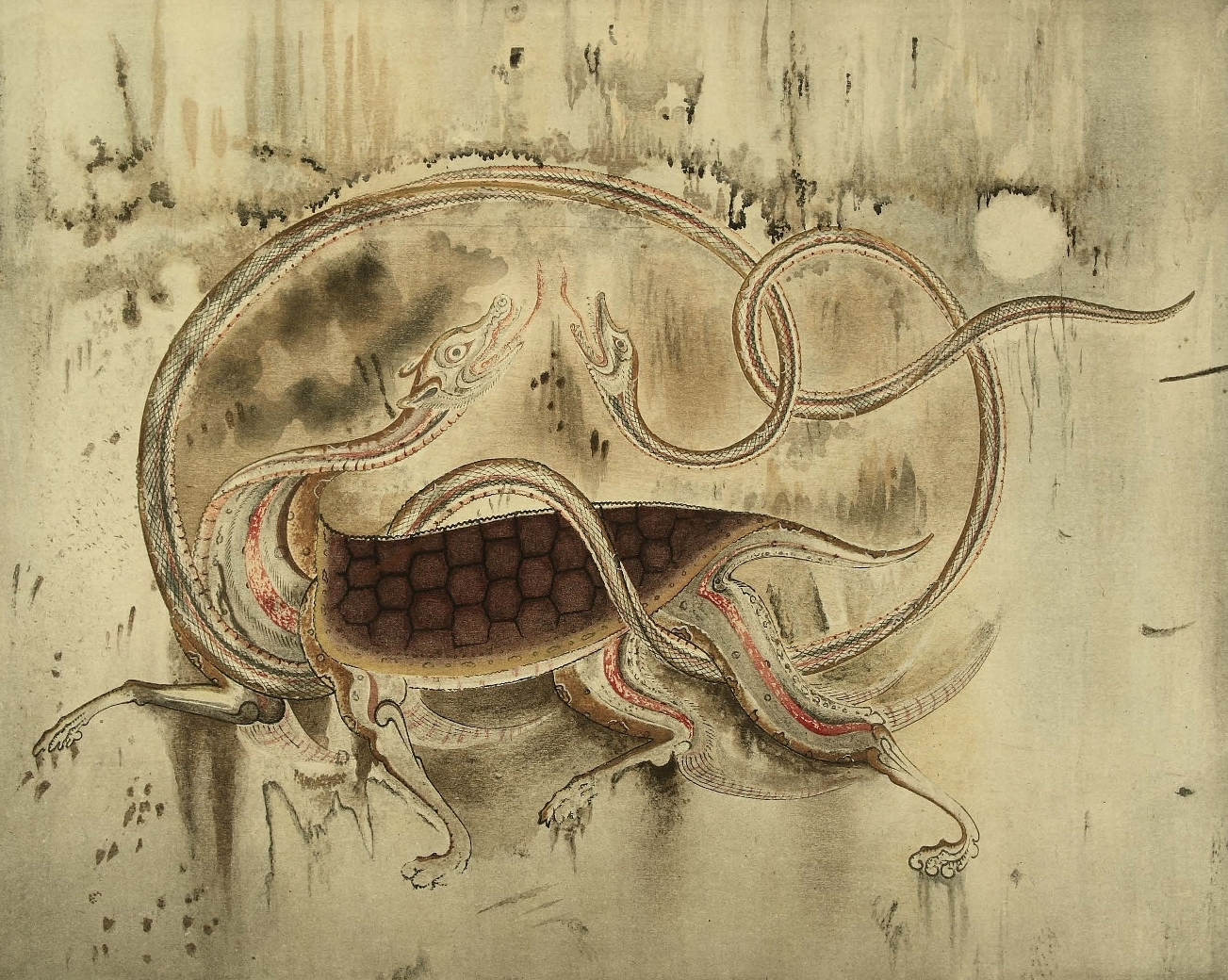
강서대묘 사신도

#### 고구려인의 사상과 풍속
고구려의 고분 벽화는 고구려인의 신앙·사상이나 풍속·복식(服飾) 등을 설명해 주는 귀중한 자료일 뿐 아니라, 삼국시대 미술의 극치를 이루고 있다. 쌍영총의 섬세·화려한 필치로 그려진 인물화나 무용총(舞踊塚)의 무인(舞人)·가인(歌人)의 그림은 고구려인의 풍속·복식을 잘 나타내고 있으며, 청룡(靑龍)·백호(白虎) 등이 그려진 강서대묘(大墓)의 사신도(四神圖)는 강건한 고구려인의 소질을 잘 나타낸 걸작품으로 평가받는다. 이 밖에 수렵총(狩獵塚)·각저총(角抵塚)·수산리 고분·안악 3호분의 고분 벽화가 건축·미술적으로 높이 평가된다

#### 고구려의 고분에서 천문
해는 고구려의 건국신화에 등장할 정도로 매우 중요한 상징으로, 벽화의 천장에 있는 해와 달은 각각 동과 서를 나타내는 방위 표시이기도 했다. 발견된 총 91기의 고구려 고분벽화 중에서 별자리 그림이 발견된 곳은 모두 22군데이다. 중국은 북극성을 중요시했던 반면, 고구려는 북두칠성을 더욱 중요하게 생각했는데 고구려 고분벽화에서 가장 많이 볼 수 있는 별자리는 바로 북두칠성이다.
서기 1세기 무렵의 고구려의 수도 평양성은 《천상열차분야지도》에 기록된 별자리에 관측지이다.

### 불교 미술

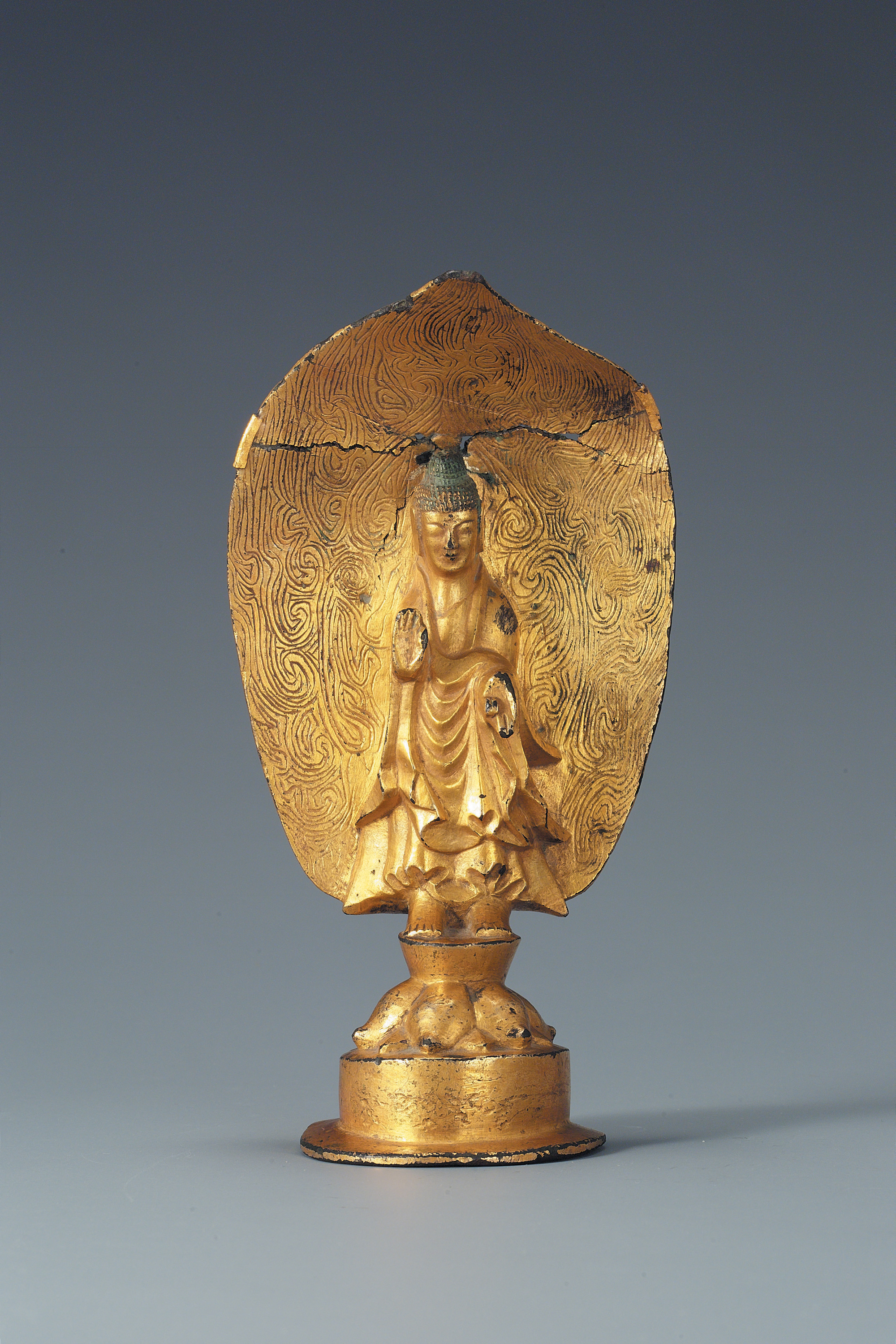
연가7년명 금동여래입상 (국보 119호)

고구려의 불교 미술은 중국의 북위(北魏)풍의 영향으로 불상이나 불화(佛畵) 또는 탑파(塔婆) 등의 미술품이 많았을 것으로 추정된다. 그러나 현존하는 유족이나 유물은 극히 드물다. 1940년에 평양 근처에서 발견된 고구려 금동미륵보살반가사유상(국보 제118호)이나 어느 왕의 연호인지는 불분명하지만 연가(延嘉)7년이라는 고구려 연호가 새겨진 금동여래입상(국보 제119호) 이 국내에 남아 있을 뿐이다. 연가7년명금동여래입상은 장수왕(長壽王: 재위 422~491), 문자명왕(文咨明王: 재위 491~519) 또는 안원왕(安原王: 재위 531~545) 때 제작된 것으로 추정되며, 1965년 경상남도 의령군 대의면에서 발견되었다.
이 외에 중국 요령성 의현에서 출토된 고구려 금동불상도 있다. 이 불상은 을유년에 제작되었다고 새겨져 있으며, '대고구려국'이라는 국명이 적혀 있는데, 을유년이 구체적으로 몇 년인가에 대해서는 아직 크게 논의된 바는 없다. 이 불상 자체가 극히 최근에야 국내에 알려졌기 때문이다.
고구려 문화는 일본에 많은 영향을 미쳤는데, 고구려의 화공(畵工)·학승(學僧)이 일본으로 가서 불교문화를 전하는 데 공현하였다. 특히 승려이자 화가인 담징(曇徵)이 그린 벽화는 그 대표적인 일례이다.

### 음악

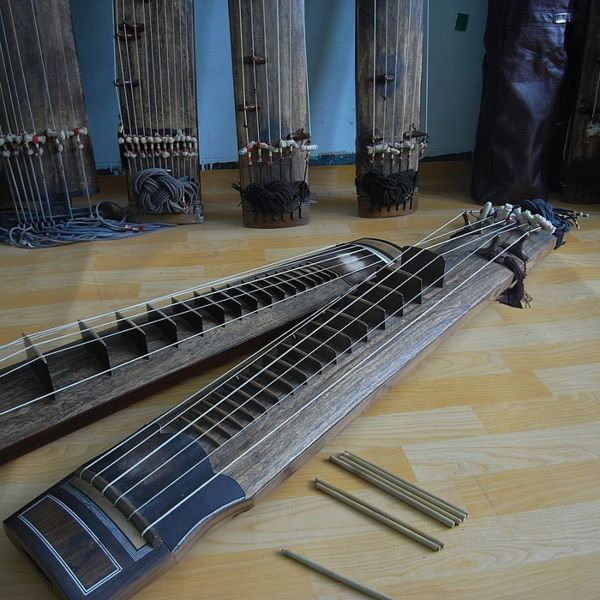
거문고

고구려인은 가무(歌舞)를 즐겼으나 더 이상의 문헌적 고증은 찾아볼 수 없다. 다만 양원왕때의 국상인 왕산악(王山岳)이 진(晋)의 칠현금(七鉉琴)을 개량(改良)하여 거문고를 만들었다 하고 100여 곡(曲)의 악곡(樂曲)을 지었다고 전한다. 
호남에서 고구려 부흥운동을 전개하던 고안승의 보덕국이 망한 뒤 남원경(전라북도 남원)으로 이주되는 과정에서 전파되었다고 한다.

## 설화
《별주부전》(鼈主簿傳), 낙랑공주와 호동왕자, 온달설화등이 고구려에서 유래된 대표적인 설화들이다. 별주부전은 ＜구토지설＞이라는 짧은 이야기에 근원을 두고 판소리 혹은 소설로 확장된, 조선 후기 판소리계 소설이면서 우화소설이다. 백제의 원수를 갚기 위해 고구려에 청병을 하러 갔던 김춘추는 보장왕으로부터 마목령과 죽령을 돌려 달라는 무리한 요구를 받게 된다. 이에 김춘추는 신하가 국가의 토지를 마음대로 할 수 없다고 답하였다가 옥에 갇혀 목숨이 위태로운 지경에 이른다. 이때 선도해라는 고구려의 대신이 김춘추를 찾아와 해준 이야기가 바로 ＜구토지설＞이다. 
'온달설화'는 평민의 신분으로 평원왕의 딸 평강공주를 아내로 맞이하여 부마에 오르고 무장으로 이름을 떨친 온달장군의 인물설화이며 역사상 실존인물을 다루었기 때문에 역사설화라고도 할 수 있다. 영웅전설의 일반적인 구조처럼 온달의 죽음으로써 이야기의 결말을 맺는다. 바보온달로 구전되는 인물전설은 강화도일대와 중부지방에서 주로 전승되며, 갈등구조상 동일 유형으로 파악되는 쫓겨난 딸과 숯구이총각에 얽힌 민담은 전국적인 분포를 이루고 있다
《삼국사기》에 따르면, 32년 음력 4월 낙랑국의 왕 최리는 옥저에서 유람하던 고구려 왕자 호동을 만난 후, 자신의 딸인 낙랑공주와 결혼하게 하였다. 당시 낙랑에는 적이 침입해 오면 저절로 소리를 내어 그 사실을 알리는 자명고(自鳴鼓)가 있어 정복하기가 어려웠는데, 고구려에 돌아온 호동은 낙랑공주에게 사자를 보내어 무기고에 들어가서 자명고와 나팔을 부순다면 예를 갖춰 공주를 맞이할 것이지만 그렇게 하지 못한다면 맞아들일 수가 없다고 전한다. 낙랑공주는 호동의 말을 따르고, 호동은 아버지 대무신왕에게 권하여 낙랑을 습격한다. 낙랑국왕 최리는 딸을 죽이고 고구려에 항복하였다. 

## 깃발
송나라의 영향을 받기 전까지 한반도에 깃발 문화는 소박했던 것으로 보인다. 고구려에서 사용한 깃발은 그 종류가 많지 않았고, 대부분 단순하고 무늬도 없었다.

4세기 경 고구려 안악3호분 벽화에 그려진 붉은 깃발.
5세기 중엽 중화인민공화국 길림성에 있는 통구12호분 (또는 마조총) 벽화에 그려진 깃발.
5세기 말 조선민주주의인민공화국 평안남도에 있는 쌍영총 연도동벽화에 그려진 깃발.

## 문화 교류

### 중국
중국의 북조 및 북방 초원의 여러 민족과 교섭, 바다를 통해 남조와도 교류했다고 한다.

### 일본
불교를 전파했으며, 고구려의 승려인 혜자는 쇼토쿠 태자의 스승이 되었다. 또한, 고구려의 승려인 담징은 종이와 먹의 제조 방법을 전파하고, 호류 사 벽화를 남겨 미술에도 영향을 미쳤다고 한다.

## 같이 보기
- 천상열차분야지도
- 박정희 정부#고구려 군사 유적의 파괴